# 特克卡
43°28′S 70°47′W / 43.467°S 70.783°W

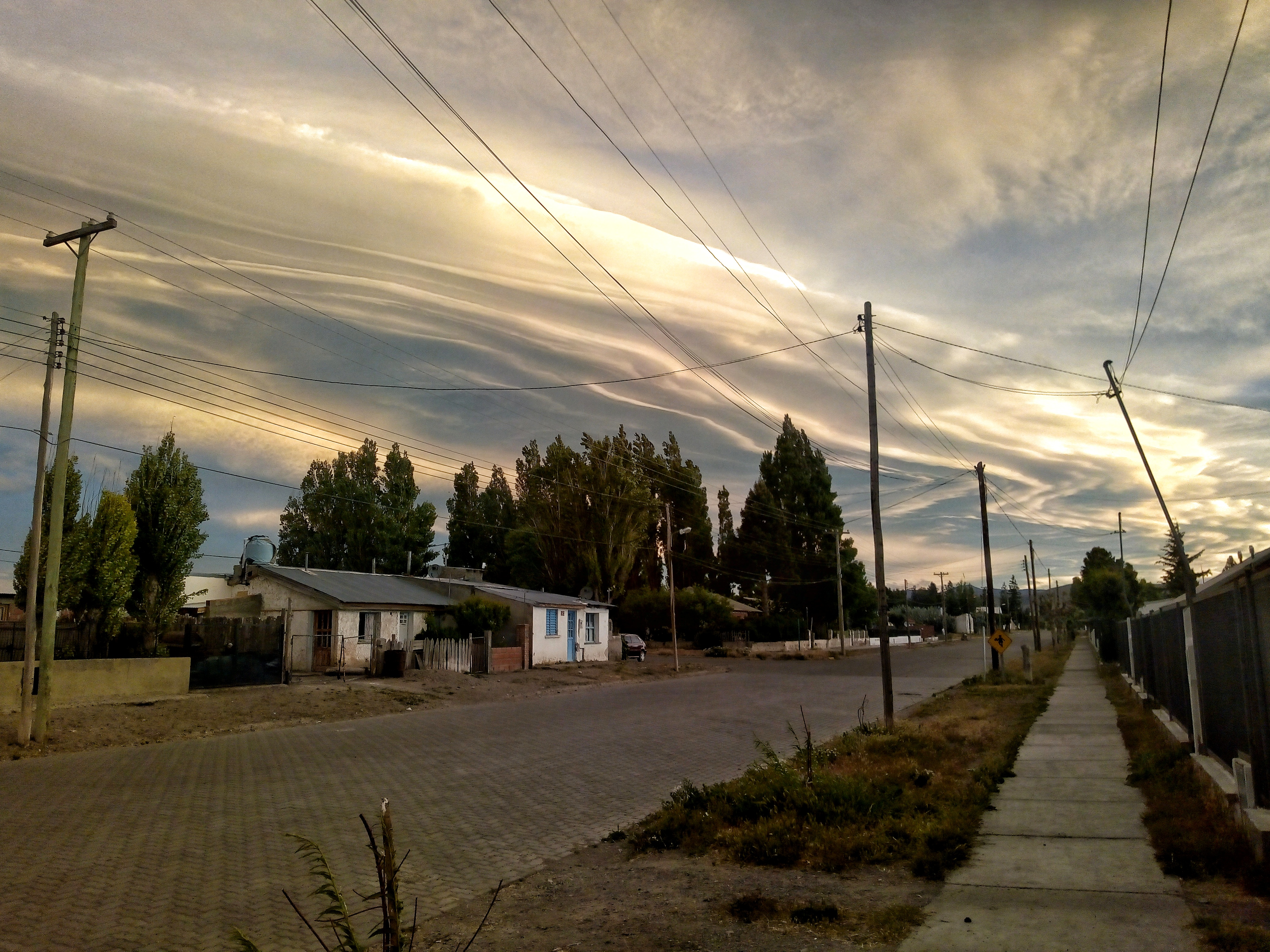
特克卡

特克卡（西班牙語：Tecka），是阿根廷的城鎮，位於該國中部丘布特省，是蘭吉涅奧縣的首府，處於埃斯克爾以南100公里，始建於1921年7月11日，海拔高度912米，2010年人口1,237。